# Torneo de Marruecos 2024
El Grand Prix SAR La Princesse Lalla Meryem de 2024 fue un torneo profesional de tenis femenino jugado en canchas de arcilla. Fue la 22.ª edición del torneo que formó parte de los torneos WTA 250 de 2024 de la WTA. Se llevó a cabo en Rabat, Marruecos entre el 19 y el 25 de mayo de 2024.

## Distribución de puntos
| Modalidad           | Campeona | Finalista | Semifinales | Cuartos de final | 2.ª ronda | 1.ª ronda | Clasificadas | 2.ª ronda de clasificación | 1.ª ronda de clasificación |
| Individual femenino | 250      | 163       | 98          | 54               | 30        | 1         | 18           | 12                         | 1                          |
| Dobles femenino     | 250      | 163       | 98          | 54               | 1         | -         | -            | -                          | -                          |

## Cabezas de serie

### Individuales femenino
| Tenista                | Ranking | Preclasificada |
| Yuan Yue               | 38      | 1              |
| Anna Blinkova          | 46      | 2              |
| Sara Sorribes          | 47      | 3              |
| Lucia Bronzetti        | 48      | 4              |
| Arantxa Rus            | 49      | 5              |
| Wang Xiyu              | 53      | 6              |
| Elisabetta Cocciaretto | 56      | 7              |
| Zhu Lin                | 67      | 8              |

- Ranking del 6 de mayo de 2024.[2]

### Dobles femenino
| Tenista                         | Ranking | Preclasificada |
| Guo Hanyu Jiang Xinyu           | 88      | 1              |
| Anna Danilina Xu Yifan          | 94      | 2              |
| Eri Hozumi Makoto Ninomiya      | 99      | 3              |
| Irina Khromacheva Yana Sizikova | 118     | 4              |

## Campeonas

### Individual femenino
Peyton Stearns venció a  Mayar Sherif por 6-2, 6-1

### Dobles femenino
Irina Khromacheva /  Yana Sizikova vencieron a  Anna Danilina /  Xu Yifan por 6-3, 6-2